# Life (песма)
Life је песма представника Северне Македоније на Евровизији 2004. године  у Истанбулу, у извођењу Тошета Проеског на енглеском (први пут македонски језик уопште није коришћен на Евровизији). На националној селекцији песма је изведена на македонском језику под називом Ангел си ти. У финалу је песма са 47 освојених бодова заузела 14. место од укупно 24 песме.